# Rudolf Wessely
Pour les articles homonymes, voir Wessely (homonymie).
Rudolf Wessely, né le 19 janvier 1925 à Vienne en Autriche, et mort le 25 avril 2016 à Munich en Allemagne, est un acteur autrichien.

## Biographie
Wessely a étudié le théâtre au Max Reinhardt Seminar à Vienne après avoir terminé ses études secondaires et son service militaire en 1945/46. Il a reçu ses premiers engagements de 1946 à 1948 au théâtre Wiener Künstlertheater (aussi comme régisseur) et de 1948 à 1950 au théâtre Die Insel (de) à Vienne. De 1950 à 1958, il est comédien et metteur en scène au Deutsches Theater et professeur à l'Académie des arts dramatiques Ernst Busch.
De 1959 à 1960, il travaille au Schauspielhaus Düsseldorf (de) et de 1960 à 1962 au Wuppertaler Bühnen (en). De 1962 à 1965, il est directeur de l'Atelier-Théâtre à Berne. De 1965 à 1967, il est comédien au Bayerisches Staatsschauspiel. De 1967 à 1970, il a été directeur du Kammerspiele Düsseldorf. 1970/71, après un engagement au Schauspielhaus de Zurich.
De 1972 à 1987, il a été membre du Burgtheater de Vienne, où il a également été actif en tant que directeur. Il fut l'un des acteurs renommés des châteaux forts et, en plus de cet engagement, il a également fait des apparitions au Kammerspiele entre 1976 et 1987. De 1987 à 2001, il a été membre de l'ensemble du Münchner Kammerspiele sous la direction de Dieter Dorn (en), puis, en 2001, du Théâtre d'Etat de Bavière, dont il a été membre jusqu' à l'été 2011.
Il a été le premier acteur à recevoir le ORF Hörspielpreise (de) radiophonique (acteur de l'année) en 1997, et est membre de l'Académie bavaroise des Beaux-Arts depuis 2000.

## Filmographie partielle
- 1966 : Wo wir fröhlich gewesen sind
- 1968 : Tragödie auf der Jagd
- 1975 : Ferdinand le radical
- 1976 : Lieb Vaterland magst ruhig sein
- 1978 : Derrick : Le photographe (Der Fotograf)
- 1978 : The Tailor from Ulm
- 1979 : Derrick : La rentrée de Schubach (Schubachs Rückkehr)
- 1980–2010 : Le Renard (six épisodes)
- 1980 : Derrick: Hanna (Hanna, liebe Hanna)
- 1981 : Derrick: Alerte (Die Schwester)1966: Wo wir fröhlich gewesen sind
- 1982 : Derrick : Un piège pour Derrick (Eine Falle für Derrick)
- 1984 : Derrick : Jeu de mort (Ein Spiel mit dem Tod)
- 1986 : Richard et Cosima
- 1988 : Derrick : Double enquête (Auf Motivsuche)
- 1989 : Follow Me
- 1990 : Café Europa
- 1991 : Derrick : Une affaire banale (Das Penthaus)
- 1992 : Der Nachbar
- 1993 : Derrick : Doris (Die seltsame Sache Liebe)
- 1996 : Rex chien flic (un épisode)
- 1996 : Der Bulle von Tölz: Tod am Altar
- 1996 : Stockinger (un épisode)
- 1997 : Comedian Harmonists
- 1998 : Opernball (de)
- 1998 : Cinq sur 5 (deux épisodes)
- 2000 : Gripsholm
- 2000 : Tatort : Passion
- 2001 : Thomas Mann et les siens
- 2004 : Tatort: Hundeleben
- 2007 : Quatuor pour une enquête (un épisode)
- 2007 : Siska (un épisode)
- 2008 : Schokolade für den Chef
- 2010 : Klimawechsel
- 2010 : Lüg weiter, Liebling